# Karrar Jassim
Karrar Jassim Mohammed (Najaf, 11 giugno 1987) è un calciatore iracheno, centrocampista del Naft Masjed Soleyman e della nazionale irachena.

## Palmarès

### Nazionale
- Coppa d'Asia: 1

Indonesia-Malesia-Thailandia-Vietnam 2007